# Municipio de Des Arc (condado de White)
El municipio de Des Arc (en inglés: Des Arc Township) es un municipio ubicado en el condado de White en el estado estadounidense de Arkansas. En el año 2010 tenía una población de 951 habitantes y una densidad poblacional de 17,77 personas por km².

## Geografía
El municipio de Des Arc se encuentra ubicado en las coordenadas 35°16′12″N 91°54′2″O / 35.27000, -91.90056. Según la Oficina del Censo de los Estados Unidos, el municipio tiene una superficie total de 53.53 km², de la cual 53,12 km² corresponden a tierra firme y (0,77 %) 0,41 km² es agua.

## Demografía
Según el censo de 2010, había 951 personas residiendo en el municipio de Des Arc. La densidad de población era de 17,77 hab./km². De los 951 habitantes, el municipio de Des Arc estaba compuesto por el 93,8 % blancos, el 1,68 % eran afroamericanos, el 0,21 % eran amerindios, el 0,21 % eran asiáticos, el 0,63 % eran de otras razas y el 3,47 % eran de una mezcla de razas. Del total de la población el 2,94 % eran hispanos o latinos de cualquier raza.